# Pili Zabala
María Pilar Zabala Artano, más conocida como Pili Zabala (Tolosa, 7 de mayo de 1968), es una odontóloga, profesora y política española, miembro del Parlamento Vasco por la coalición Elkarrekin Podemos desde 2016 hasta 2020.

## Biografía
Nacida en 1968 en la localidad guipuzcoana de Tolosa, reside en la actualidad en Zarauz. Está casada y tiene un hijo y una hija.
Su vida quedó marcada por la desaparición en 1983 de su hermano Joxi Zabala, que fue secuestrado, torturado y asesinado por los GAL. Desde entonces ha ejercido la labor de activista por la paz y la reconciliación en el País Vasco.
Es licenciada en odontología por la Universidad del País Vasco y a los 24 años abrió su propia clínica dental. Tuvo que abandonar esta profesión al sufrir un accidente de tráfico que le provocó la amputación de dos falanges del dedo índice de la mano derecha. Tras este hecho, Zabala superó unas oposiciones que le permitieron ejercer de profesora en un centro de Formación Profesional.

### Candidata a lehendakari
El 20 de julio de 2016 fue presentada como candidata a lehendakari por parte de la dirección de Podemos Euskadi en las primarias que se celebrarían la semana siguiente. En dichas primarias se enfrentó a otros cinco candidatos, y finalmente resultó vencedora con el 52 % de los votos y fue proclamada candidata oficial del partido en las elecciones al Parlamento Vasco del 25 de septiembre de 2016. El 12 de agosto, tras la confirmación de coalición entre los partidos Podemos, Ezker Anitza y Equo, Zabala pasó a ser la candidata a lehendakari de Elkarrekin Podemos, nombre de la alianza resultante.

### Parlamentaria vasca
Tras encabezar la lista por Guipúzcoa en las elecciones y al lograr Elkarrekin Podemos tres parlamentarios por esta circunscripción, Zabala se convirtió en miembro del Parlamento Vasco para la XI legislatura.